# Tadeusz Winkler-Drews
Tadeusz Winkler-Drews – polski ekonomista, doktor habilitowany nauk ekonomicznych, profesor Akademii Leona Koźmińskiego w Warszawie oraz Uniwersytetu Warszawskiego, specjalista od zarządzania ryzykiem, inżynierii finansowej oraz finansów.

## Kariera naukowa
W 1993 roku w Instytucie Podstawowych Problemów Techniki Polskiej Akademii Nauk uzyskał stopień doktora nauk technicznych w zakresie mechaniki na podstawie rozprawy pt. Istnienie i regularność rozwiązań równań opisujących przepływ płynu lepkiego nieściśliwego ze zmienną gęstością, której promotorem był Wojciech Zajączkowski. W 2003 roku został zatrudniony na Akademii Leona Koźmińskiego w Warszawie. W 2011 roku ten sam instytut nadał mu stopień doktora habilitowanego nauk ekonomicznych na podstawie pracy pt. Zarządzanie ryzykiem zmiany ceny. W 2012 roku został zatrudniony na Uniwersytecie Warszawskim.